# Platambus pictipennis
Platambus pictipennis är en skalbaggsart som först beskrevs av Sharp 1873.  Platambus pictipennis ingår i släktet Platambus och familjen dykare. Inga underarter finns listade i Catalogue of Life.